# 上田碩三
上田 碩三（うえだ せきぞう、1886年2月27日 - 1949年1月30日）は日本のジャーナリスト、実業家。元電通社長。

## 人物
熊本県八代郡宮原町（現・氷川町）出身。1909年に東京高等商業学校（のちの一橋大学）を卒業し、日本電報通信社（のちの電通）入社。語学力を活かしパリ講和会議、ワシントン会議、ロンドン海軍軍縮会議で特派員を務め、「カミソリ上田」と呼ばれた。
電通で常務取締役通信部長等を務めたのち、同盟通信社編集局長、常務理事。日映専務理事。
1945年電通社長に就任。同年、大学の後輩で、結核の療養中だった田中寛治郎を再入社させた。田中は結核の療養を続けながら、電通の監査役兼渉外部長や秘書役等を歴任し、パブリック・リレーションズ（PR）研究・導入の日本における草分けとなった。1946年には電通の経営基本方針に「PRの導入と普及」を掲げ、PRの普及に努めたが、1947年GHQにより公職追放され、社長を退任。
1949年、親友のUPI通信社極東担当副社長マイルス・ボーンらとともに和船で浦安沖で鴨猟に出たところ、乗っていた船が転覆し、ボーンらとともに水死体で発見された。享年64。1951年、妻のミエは、品川区の自宅で強盗犯に絞殺された。享年55。
死の翌年である1950年に、上田とボーンを記念しボーン・上田記念国際記者賞が創設された。また上野恩賜公園に、上田とボーンをたたえた「真友の碑」が建てられている。

## 著作
- 上田碩三「のんびりした當時の中學生活」『白鷺 : 熊本県立八代中学創立三十周年記念』124-125頁、学友会、1925年。doi:10.11501/918550。
- 上田碩三「倫敦と紐育の新聞」『英語研究』第319巻(11) 1169-1177頁、研究社出版、1927年02月。doi:10.11501/2331341。
- 上田碩三「日本通信網の組織」『総合ジャーナリズム講座』第3巻、内外社、1930年-1931年。（東京 : 日本図書センター、2004年。全国書誌番号:20623005、ISBN 4-8205-8945-8。）
- 上田碩三「英國新聞の支配系統」『新聞総覧』第566巻、67-76頁、1927年。日本電報通信社。